# Macrocneme thyridia
Macrocneme thyridia är en fjärilsart som beskrevs av George Francis Hampson 1898. Macrocneme thyridia ingår i släktet Macrocneme och familjen björnspinnare. Inga underarter finns listade i Catalogue of Life.